# 安東尼·希金博特姆

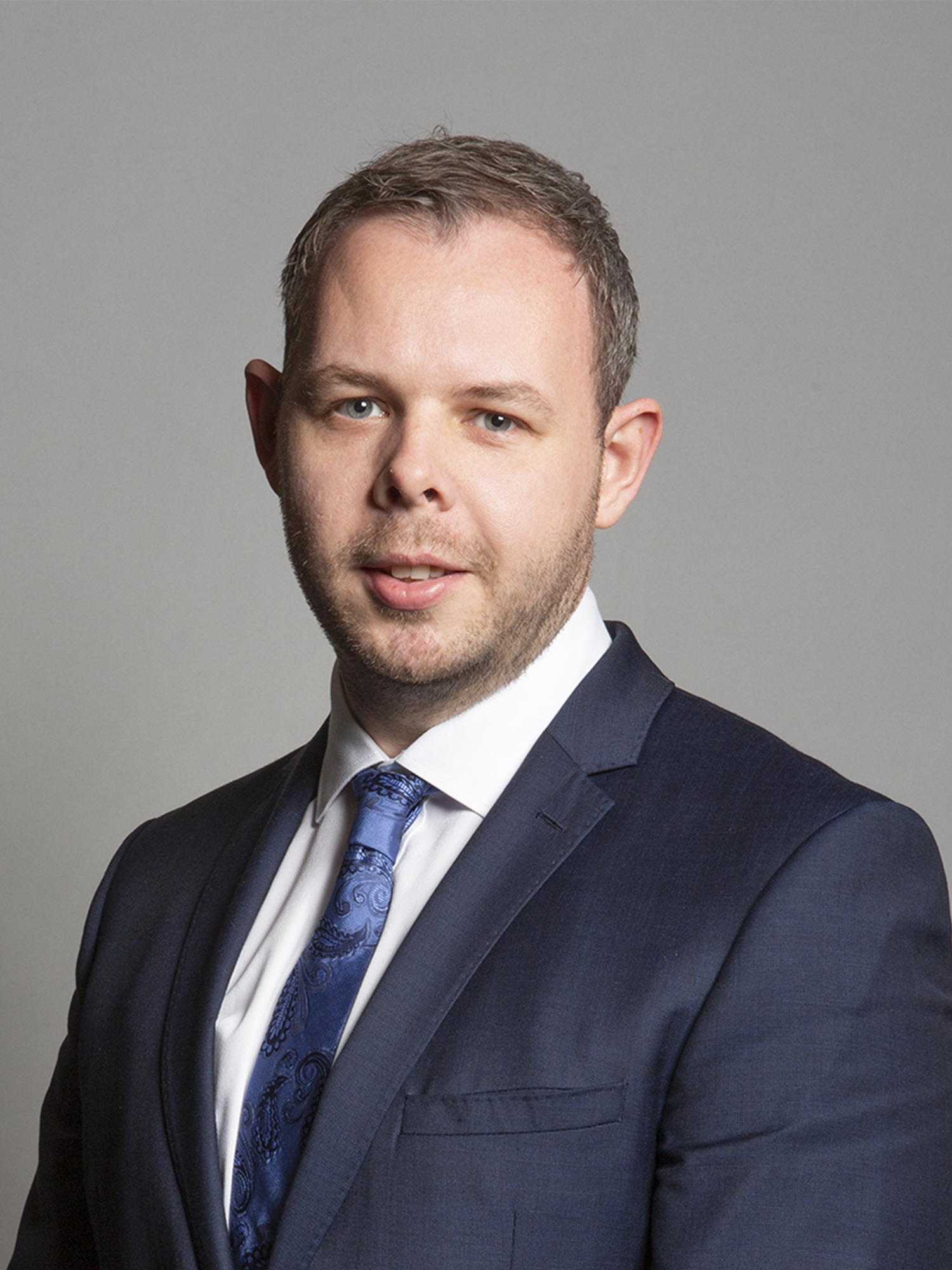

安東尼·希金博特姆（英語：Antony Higginbotham；1989年12月16日—）是英國的一位政治家，所屬政黨是保守黨。他在2019年英國大選中當選伯恩利的議員。希金博特姆是一名公开的同性恋者。